# Bernardo Capó
Bernardo Capó Plomer (Muro, 20 de outubro de 1919-11 de fevereiro de 2000) foi um ciclista espanhol, profissional entre 1945 e 1954 cujos maiores sucessos desportivos obteve-os na Volta ciclista a Espanha, onde obteve 2 vitórias de etapa na edição de 1950, e no Campeonato da Espanha de Ciclismo em Estrada onde obteria o triunfo em 1947.
Também conseguiu grande relevância por bater o Recorde da hora espanhol em pista a 22 de novembro de 1947, no Velódromo de Tirador de Palma (Ilhas Baleares), com uma marca de 42,663 km e superando a marca de Miquel Bover Salom conseguida nessa mesma pista a 6 de novembro de 1927.

## Palmarés
| - 1945 - 1 etapa no Circuito do Norte - 1946 - Volta a Burgos, mais 1 etapa - 3.º no Campeonato da Espanha em Estrada - Campeonato de Barcelona - Volta a Mallorca - 1947 - Campeonato da Espanha em Estrada - Volta a Mallorca - 1948 - 3.º na Volta a Espanha - Volta a Tarragona, mais 1 etapa | - 1949 - 2.º no Campeonato da Espanha em Estrada - 1 etapa da Volta à Catalunha - 1950 - 2 etapas na Volta a Espanha - 1 etapa da Volta a Portugal - 1951 - 1 etapa na Volta à Catalunha |

## Resultados em Grandes Voltas e Campeonato do Mundo
| Corrida            | 1945 | 1946 | 1947 | 1948 | 1949 | 1950 | 1951 | 1952 | 1953 | 1954 |
| ------------------ | ---- | ---- | ---- | ---- | ---- | ---- | ---- | ---- | ---- | ---- |
| Giro d'Italia      | X    | -    | -    | -    | -    | -    | -    | -    | -    | -    |
| Tour de France     | X    | X    | -    | -    | Ab.  | -    | -    | -    | -    | -    |
| Volta a Espanha    | 8.º  | -    | -    | 3.º  | X    | 7.º  | X    | X    | X    | X    |
| Mundial em Estrada | X    | -    | -    | -    | -    | -    | -    | -    | -    | -    |